# Фехтування
Фехтува́ння (від нім. Fechten) — спортивне єдиноборство.
- різновид спорту для чоловіків і жінок
- мистецтво двобою холодною зброєю (рапірами, шпагами, шаблями), поширений з XIII—XIV сторіччя[1][2];

Фехтування — суто індивідуальний вид спорту. Навіть у командних змаганнях бої проводяться один на один.
Фехтування є олімпійським видом спорту.

## Історія
Був поширений давніше переважно аристократами і військовою елітою. Входить у програму олімпійських ігор. Серед радянських чемпіонів багато українців: В. Жданович, Я. Рильський, С. Косенко та ін. В Україні вправляються у фехтуванні понад 10 000 спортсменів. У 2004 році на Олімпіаді в Сіднеї Владислав Третяк завоював бронзову медаль у індивідуальних змаганнях шаблістів. У 2008 році золоті медалі на Олімпіаді в Пекіні здобула жіноча команда зі шаблі. До складу команду входили Ольга Жовнір, Ольга Харлан, Олена Хомрова та Галина Пундик, а президентом федерації фехтування України тоді був Міщенко Сергій Олександрович. 2012 року Яна Шемякіна здобула золоту медаль в шпазі, а Ольга Харлан — бронзову у змаганнях з шаблі.

## Особливості спорту
Бій між двома фехтувальниками на будь-якому виді зброї проводиться на спеціальній доріжці, шириною 1,5 — 2 м і завдовжки 14 м, зробленою з електропровідного матеріалу, яка ізольована від апарата для реєстрації уколів та ударів.
Бій управляється і оцінюється арбітром. Уколи і удари, нанесені фехтувальниками, реєструються лампами на електричному апараті. Фіксуються вони на основі електричної схеми, що проходить через зброю фехтувальника і його одяг, пов'язаних з апаратом дротяною системою. Арбітр оцінює удари і уколи, ґрунтуючись на показах реєструвального апарата при обліку правил бою в кожному виді фехтування. Бої у видах зброї мають власні специфічні правила, що дозволяють зараховувати уколи і удари або оголошувати їх недійсними.
Розрізняють такі види спортивного фехтування залежно від використовуваної зброї:
- Фехтування на рапірах
- Фехтування на шпагах
- Фехтування на шаблях
- Фехтування на важкій клинковій зброї (історичне)

## Фехтування на рапірах
Рапіра — зброя, що коле, завдовжки 110 см і вагою 500 г, кисть руки захищена круглою гардою діаметром 12 см.
Чоловіки і жінки змагаються на рапірах в окремих турнірах. Пружина в пуандаре́ (наконечнику рапіри) настроюється на тиск в 500 г. Легші уколи апарат не реєструє. Зараховуються тільки уколи, нанесені у тулубі. Уколи в руки, ноги і маску є недійсними.
Поверхня, що вражається, на фехтувальнику закрита металізованою курткою, укол в яку реєструється кольоровою лампою на апараті. Укол в області, не закриті металізованою курткою, реєструються білою лампою.
Бій у фехтуванні на рапірах сформувався на основі історичного розвитку холодної зброї. Бойове єдиноборство визначало необхідність вколоти і ранити супротивника. В той же час було важливо уникнути отримання уколу. Тому основне сучасне правило визначає, що атака супротивника повинна бути відвернена перш, ніж почата у відповідь дія. Пріоритет дії переходить від одного фехтувальника до іншого, а перевагу визначає арбітр. Він зупиняє дії, коли апарат, що реєструє уколи сигналізує про їх нанесення. Тоді, орієнтуючись на покази апарата, арбітр присуджує укол або його анулює. Потім продовжує поєдинок.

## Фехтування на шпагах
Шпага — зброя, що коле, завдовжки 110 см і вагою до 770 г, гнучкий сталевий клинок тригранного перетину, кисть руки захищена круглою гардою діаметром 13,5 см.
У боях на шпагах чоловіки і жінки змагаються в окремих турнірах. Наконечник потребує тиску на нього принаймні в 750 гр, щоб увімкнувся реєструючий апарат. Уколи наносяться у всі частини тіла спортсмена, окрім потилиці. Зброя і фехтувальна доріжка ізольовані від апарата, і укол в них не реєструється.
У фехтуванні на шпагах не існує пріоритету дій. Апарат фіксує тільки той укол, який нанесений раніше іншого не менше чим на 0,04 сек. Одночасно нанесені уколи взаємно реєструються і присуджуються обом фехтувальникам. Лише останні уколи в поєдинку при рівному рахунку потребують повтору.

## Фехтування на шаблях
Шабля — зброя рублячо-колюча, завдовжки до 105 см, вагою 1 кг, сталевий гнучкий клинок з овальною гардою, що захищає кисть від ударів.
Шабля — зброя, що рубає і коле. Удари і уколи завдаються у всі частини тіла фехтувальника вище за талію, включаючи руки (до зап'ястя) і маску. Поверхня, що вражається, закрита металевою курткою, тоді як маска також знаходиться в електричному контакті з курткою. Удар і укол фіксуються кольоровою лампою на апараті.
Бій на шаблях є дуже схожим на фехтування на рапірах. Ті ж основні правила визначення переможця в сутичці, де той, що атакує має перевагу перед тим, що контратакує при одночасно завданих ударів або уколів. Фехтувальна фаза розвивається від атаки до парирування і спроби нанесення відповіді, переходом пріоритету дії від одного фехтувальника до іншого.
На відміну від рапіри і шпаги, у фехтуванні на шаблях заборонений «схресний крок» (випередження однією ногою іншу).

## Фехтування на важкій клинковій зброї
У даний час з'являються і набирають популярність неофіційні спортивні змагання з Фехтування на важкій клинковій зброї (зокрема меч). З кожним роком цей вид фехтування стає все відомішим завдяки ентузіастам, що захоплюється історією і реконструкцією. Як правило, реконструкторами і любителями даного напряму фехтування, застосовуються одно- або дворучні мечі вагою від 1200 г до 4—5 кг. Захистом служить: кольчуга, бригантина, панцир та історичні (або стилізовані під конкретну історичну епоху) засоби захисту. Проведення змагань по даному фехтування тримається на ентузіазмі учасників декількох історичних і суспільних рухів; не має чітких єдиних правил і знаходиться у стадії становлення. Участь у таких змаганнях є надзвичайно травмонебезпечим у порівнянні з офіційним видами фехтування.

## Історичні школи фехтування

### Венеційська школа фехтування
Венеційська школа фехтування — узагальнювальний термін служить для визначення стилю фехтування, який виник у місті Венеція на початку XII століття і проіснував до початку XIX століття.
Одним з яскравих представників Венеційської школи фехтування є Ніколетто Гіганті - венеційський майстер фехтування XVII століття. Він уславився трактатом "Scola, overo, Teatro".

### Німецька школа фехтування
Німецька школа фехтування — історична система бою, стиль фехтування, поширений у Священній Римській імперії, який проіснував у епохи пізнього Середньовіччя, Ренесансу та раннього Нового часу (з кінця XIV по XVII століття).
Найпершим документом німецької спадщини, який визначає способи фехтування, прийнято вважати Манускрипт I.33, який був написаний близько 1300 року.

### Неаполітанська школа фехтування
Неаполітанське фехтування — стиль фехтування, який виник у місті Неаполі на початку XV століття. Неаполітанська школа фехтування вважається однією з найсильніших шкіл фехтування в Італії

### Іспанська школа фехтування — Дестреза
Дестреза — стиль фехтування, який виник у XV-XVI століттях. Буквальний переклад означає «майстерність», основа рухів під час бою будується на аспектах логіки та геометрії, які почали активно розвиватися в епоху Ренесансу, є універсальним методом фехтування для таких видів і комбінацій зброї, як шпага (або меч) і кинджал (дага) шпага і плащ, меч і щит, дворучний меч або древкова зброя (наприклад, спис або алебарда).